# Bogdan-Alin Stoica
Bogdan-Alin Stoica (n. 10 aprilie 1987, Craiova, România) este deputat român, ales în alegerile parlamentare din România, din 2016 și, apoi, reales în 2020.
Bogdan-Alin Stoica este reprezentatul Asociației Ligii Albanezilor din România (acronim, ALAR).